# Гать

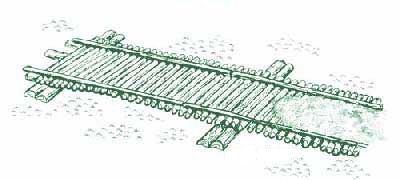
Гать.

Гать — гаченое или загаченное место, гаченая дорога в болотной местности; насыпь, плотина, дорога через болото или загаченный участок затопленной суши, настил через трясину. 
Заваливать воду, топь или болото хворостом, соломой, землёй называется га́тить, га́чивать. Гать делается из брёвен, уложенных обычно поперёк движения. Гатить — строить гать через болото.

## Этимология
Исторически слово гать восходит в индоевропейскому корню со значением «путь, проход» и фиксируется во многих европейских языках, к примеру норв. gate — «дорога, улица», нем. gasse — «улочка, узкий проход», арм. gate и англ. gate — «застава» (из «проход > проход в стене > застава), др.-инд. gatú- «проход, дорога». Индоевропейский корень восходит в свою очередь к корню *ga- со значением «проходить, идти» (ср. современное англ. go  — «идти»)

## История
Гати являются одним из самых древних типов дорожного покрытия и были известны человеку ещё в каменном веке. Например, при раскопках в торфяном болоте около Гластонбери была найдена гать, проложенная за 4000 лет до н. э..
На Руси гать впервые упоминается в Ипатьевской летописи под 1144 год, когда во время военного похода киевский князь Всеволод Ольгович приказал «чинити гати комуждо своему полку». Во времена Петра Великого основные дороги России — из Москвы в Санкт-Петербург, Пермь (Чердынь), Тобольск — всё ещё строили из гатей.
Гати нашли применение и в XX веке, в кислых почвах и определённых климатических условиях она может служить долгие годы. Так, участок Аляскинского шоссе от Беруош-Лэндинг до Койдерна (Koidern) в Юконе в 1943 году был построен в виде гати, засыпанной гравием и впоследствии заасфальтированной. Гать выполняла роль термоизоляции; предыдущая попытка построить шоссе в этой местности закончилась неудачно, так как под проложенной дорогой растаяла и поплыла вечная мерзлота. Участок шоссе на гати прослужил до конца 1990-х годов.
Гати применялись в военном деле — так, в 1944 году советскими войсками в Бобруйской операции с их помощью был нанесён неожиданный танковый удар через полукилометровое болото, которое немецкое командование считало непроходимым.

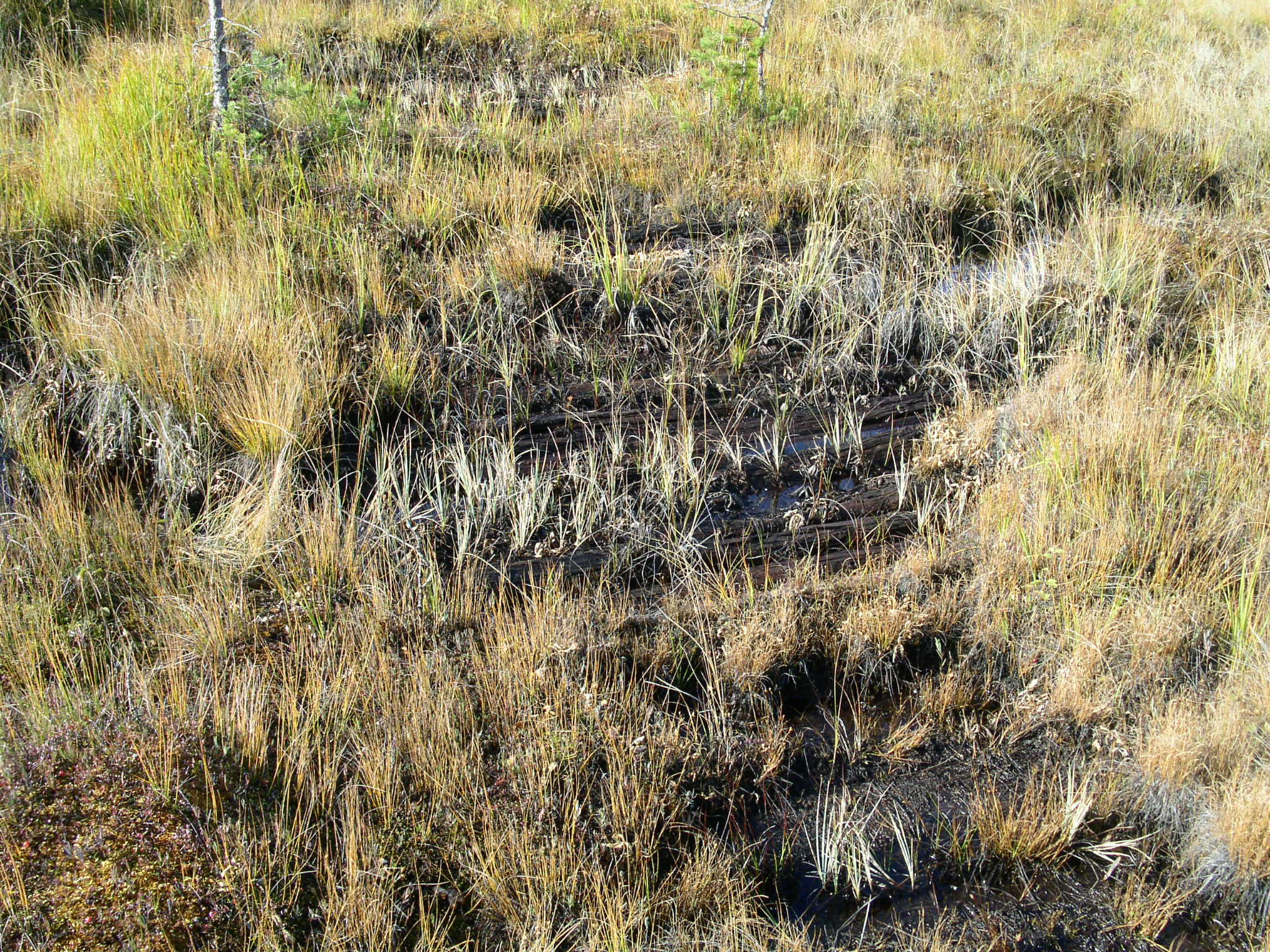
Гать начала XIX века. Швеция, 2007 год.
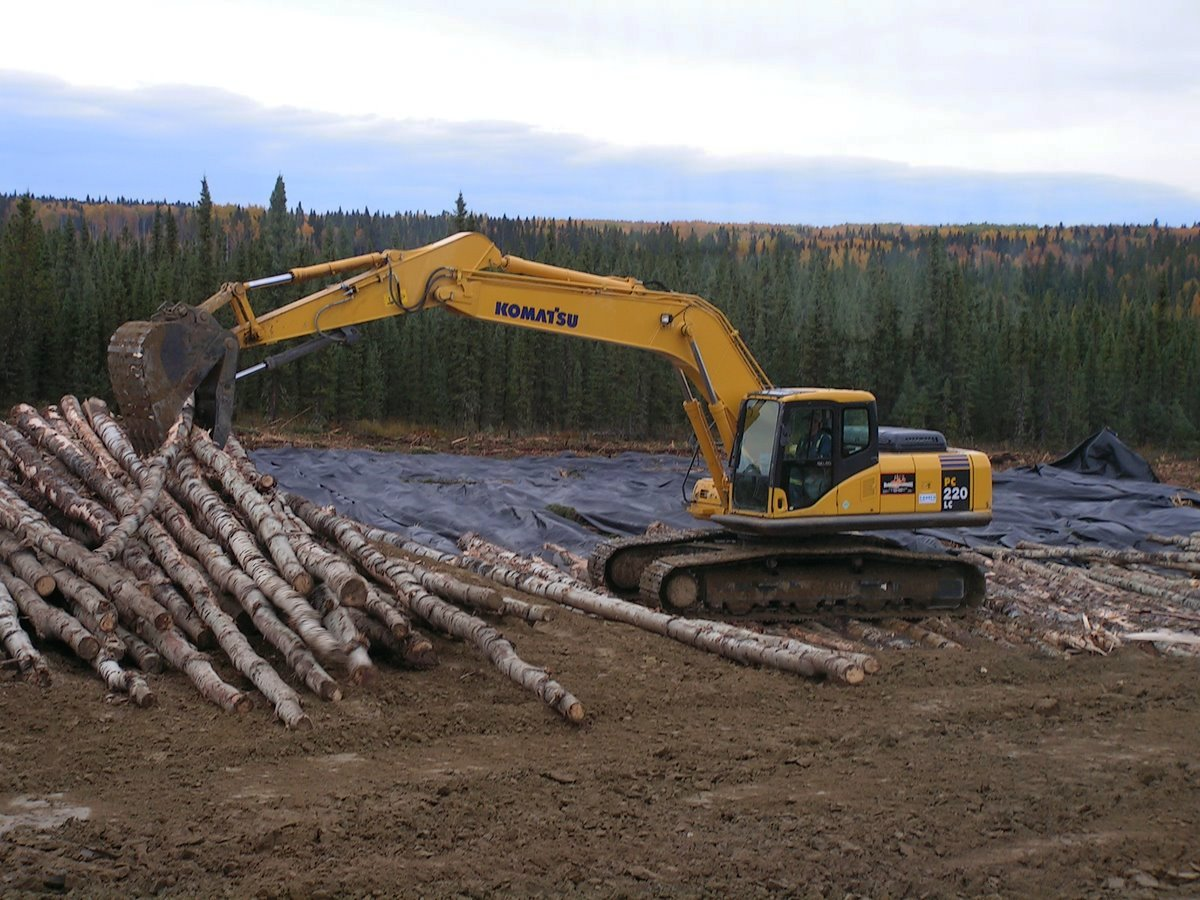
Строительство гати для нефтяных разработок, Канада, провинция Альберта.
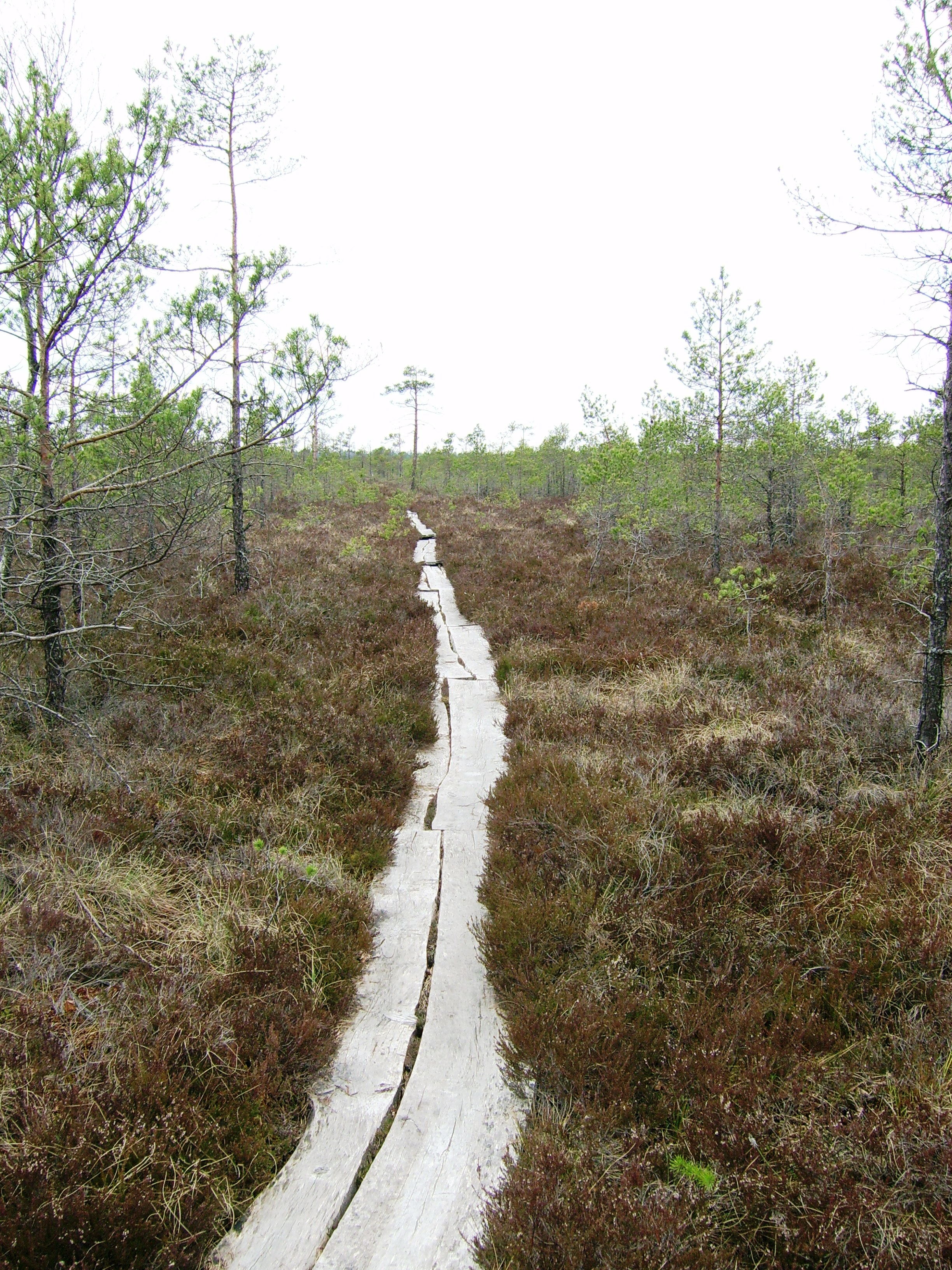
Гать из досок.
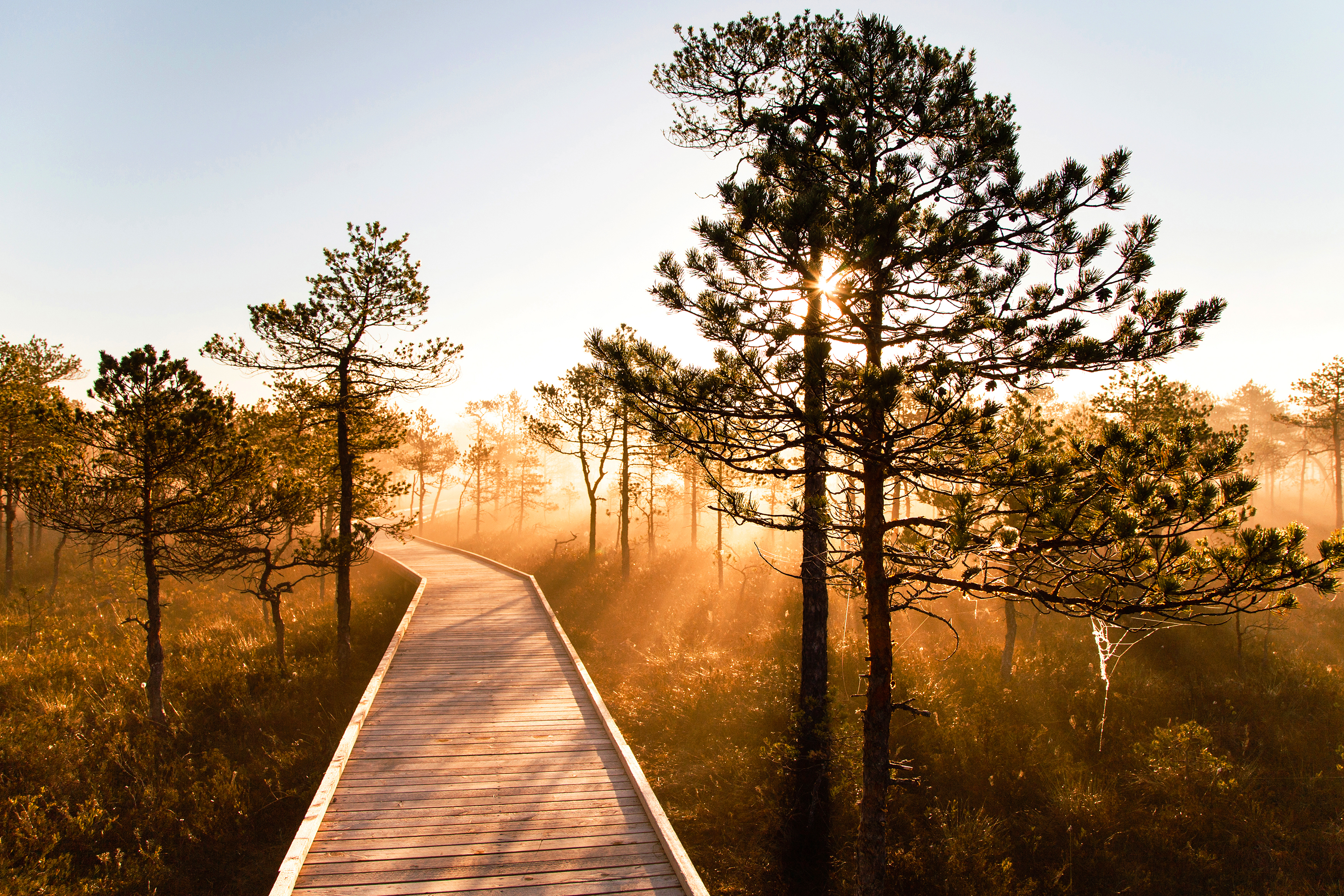
Гать, проложенная по болоту в национальном парке Мееникунно, Эстония.